# Brodarjev trg, Ljubljana
Brodarjev trg je eden izmed trgov v Ljubljani.

## Urbanizem
Trg se nahaja v Novih Fužinah in sicer na območju med Potjo na Fužine, Gašperšičevo in Zaloško cesto.